# مدمرة قاذفات

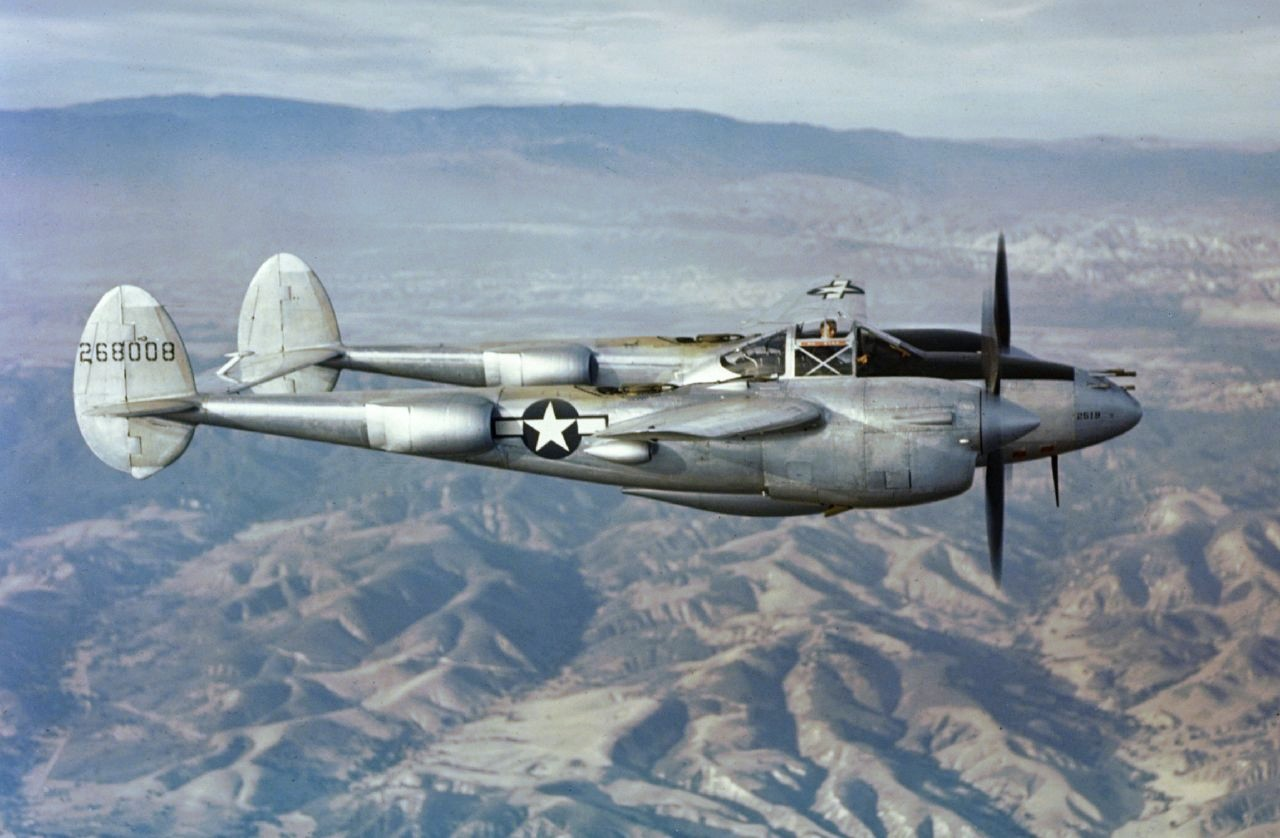
الطائرة لوكهيد بي-38 لايتنغ، واحدة من أكثر الطائرات إنتاجًا التي لعبت دور مدمرة قاذفات

تاريخيا، تم تصنيف العديد من الطائرات كمدمرات قاذفة قنابل قبل وأثناء الحرب العالمية الثانية. كانت نوعًا من الطائرات ال اعتراضية التي تهدف إلى تدمير الطائرات القاذفة للعدو. كانت مدمرات القاذفات عادة أكبر وأثقل من المعترضات العامة، مصممة لتسلح أسلحة أكثر قوة،  وغالبا ما يكون لها محركان. [بحاجة لمصدر]   كانت مخصصة بشكل عام للاستخدام النهاري، لذلك كانت فئة منفصلة عن المقاتلات الليلية الحاليين، على الرغم من تداخل خصائصهم بشكل كبير مع المقاتلين الليليين، ومع مفهوم المعترض بشكل عام. 
فكر سلاح الجو في جيش الولايات المتحدة  في استخدام مدمرات مسلحة تسليحًا ثقيلًَا، مثل نموذج بيل واي إف إم-1 ايراكودا، لمواجهة هجوم محتمل من قاذفات عالية الأداء. كما تم تحديد لوكهيد بي-38 لايتنغ وبيل بي-39 ايراكوبرا في البداية لحمل أسلحة ثقيلة. وعلى النقيض من ذلك، فضلت بريطانيا العظمى «مقاتلي البرج» المتخصصين، مثل بولتون بول ديفاينت، التي تحمل أسلحة ثقيلة في برج دوار. 